# Tombe van Caecilia Metella

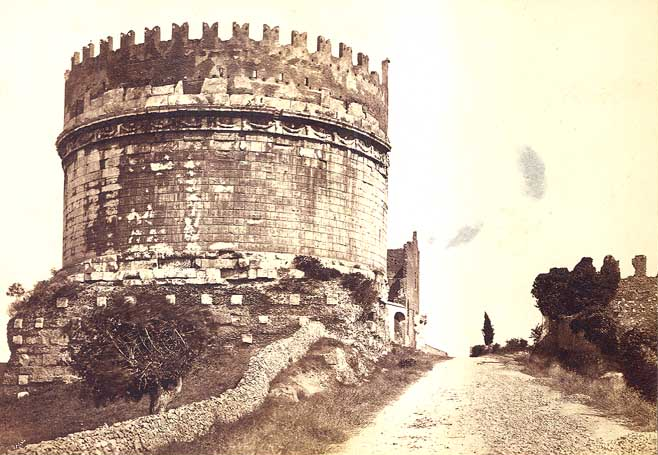
De tombe van Caecilia Metella op een foto van ca. 1870

De Tombe van Caecilia Metella is een groot grafmonument uit de eerste eeuw v.Chr. aan de Via Appia ten zuiden van Rome. De tombe ligt bij de derde mijlpaal, ongeveer 5 km buiten Rome. Het monumentale praalgraf (mausoleum) staat op een verhoging in het landschap en vormde een opvallend herkenningspunt voor de reiziger die vanuit het zuiden naar Rome kwam.
De tombe werd opgericht voor Caecilia Metella, de dochter van Quintus Caecilius Metellus Creticus (consul in 69 v.Chr.) en vrouw van Marcus Licinius Crassus, de zoon van de bekende Crassus die deel uitmaakte van het Eerste triumviraat.
Op de tombe staat de volgende inscriptie:

- CAECILIAE / Q(uinti) CRETICI F(iliae) / METELLAE CRASSI
Aan Caecilia Metella, dochter van Quintus Creticus, (de echtgenote) van Crassus.

De graftombe staat op een vierkant podium en heeft een cilindrische vorm. De doorsnee is 29,5 m en hij is ca. 11 m hoog. Binnenin bevindt zich de overkoepelde grafkamer. De tombe is bekleed met travertijn en heeft rondom een fries met stierenkoppen (bucrania) en festoenen; vandaar dat de omgeving Capo di Bove (ossenkop) wordt genoemd. Ook de Romeinse Villa Capo di Bove die in de 2e eeuw eigendom was van Herodes Atticus ligt vlak in de buurt.
De sarcofaag van Caecilia Metella staat tegenwoordig in het Palazzo Farnese.
De ronde vorm van de tombe is (net als bijvoorbeeld het Mausoleum van Augustus) geïnspireerd door de Etruskische tumulusgraven, zoals die in de necropolis van Cerveteri.
In de middeleeuwen vormde de tombe de belangrijkste toren van een vesting die de zuidelijke toegangsweg tot Rome beheerste. Van hieruit werd alle verkeer op de Via Appia gecontroleerd en werd er exorbitant hoge tol geheven. De aanleg werd al begonnen in de 11e eeuw, maar in 1302, toen de vesting toebehoorde aan kardinaal Francesco Caetani, werd de tombe van kantelen voorzien en uitgebreid met de Castrum Caetani. Vanwege de hoge tol raakte dit deel van de Via Appia Antica in latere eeuwen geleidelijk in onbruik ten gunste van de parallelle Via Appia Nuova die in de richting van de San Giovanni in Laterano loopt.

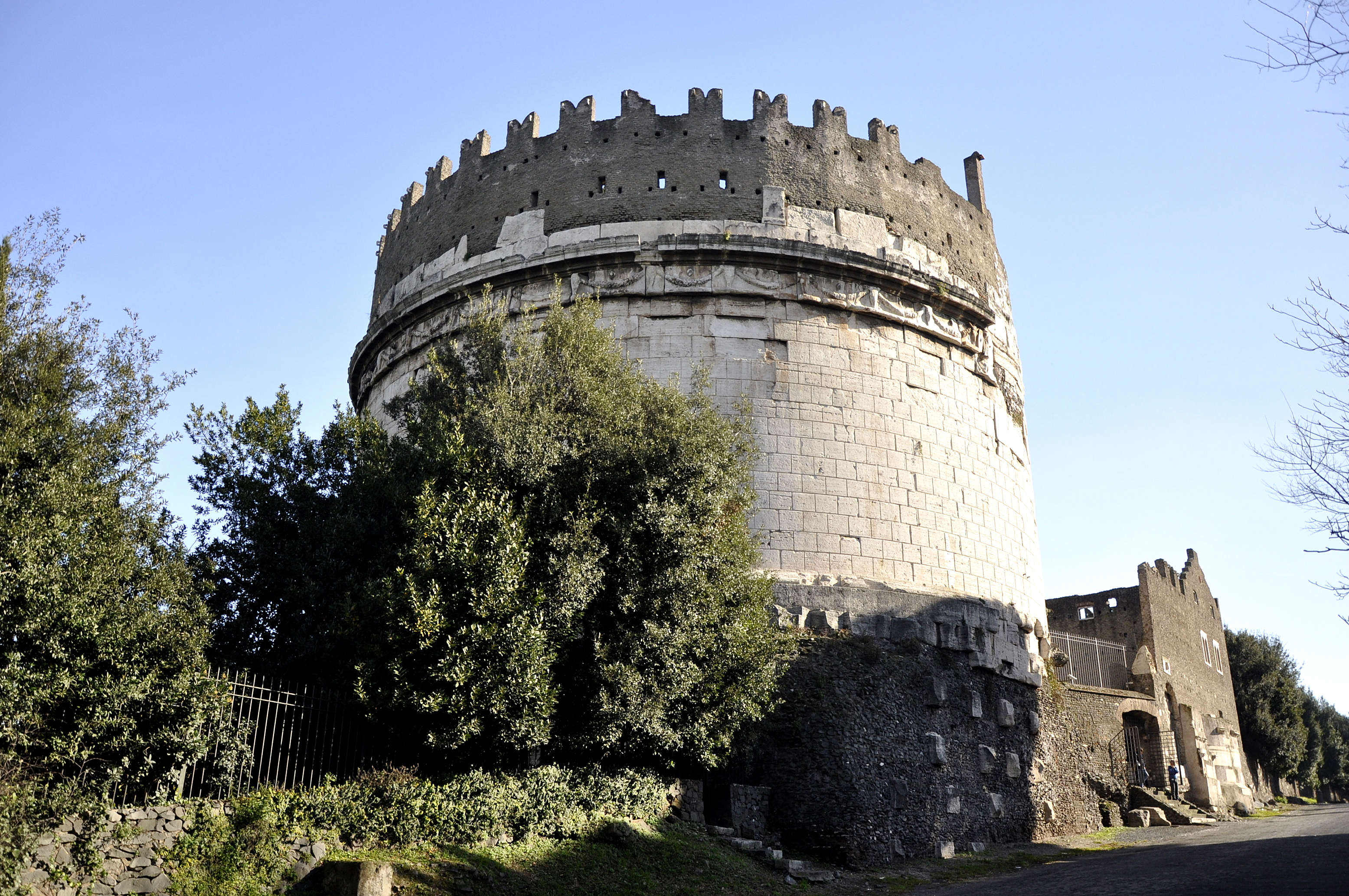
het mausoleum met ernaast het Castrum Caetani
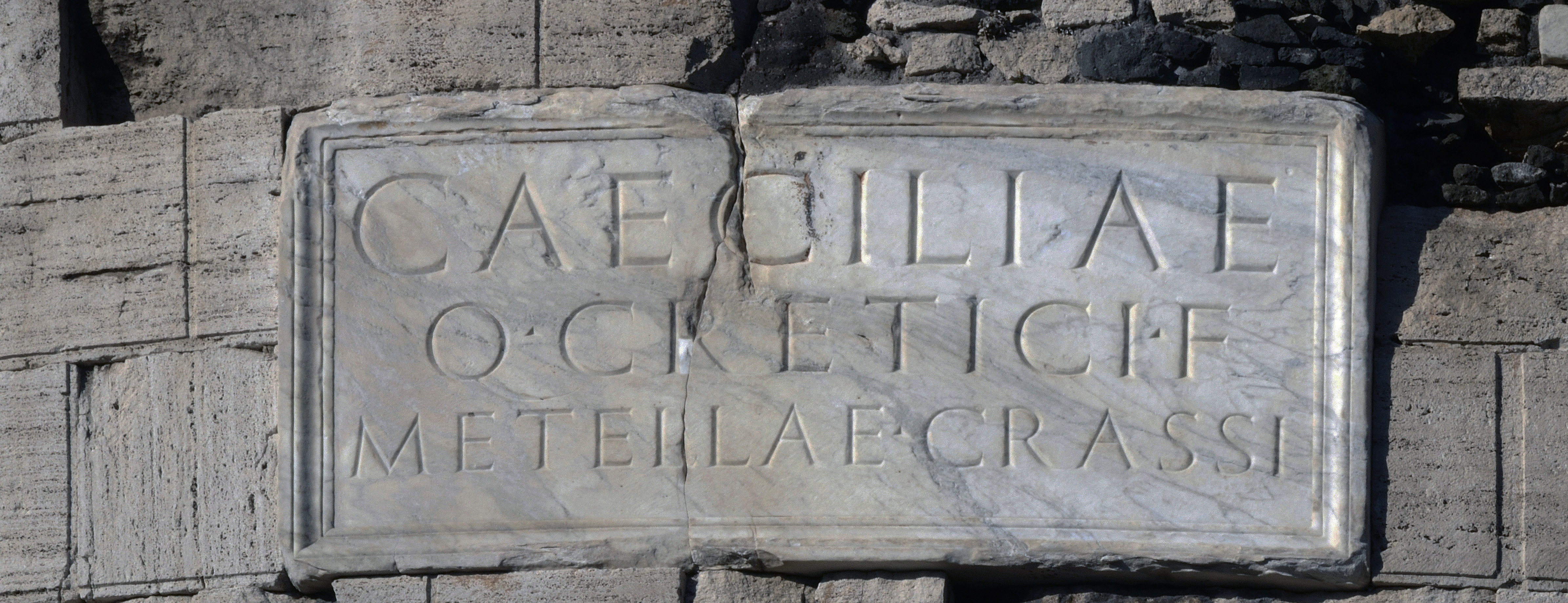
De inscriptie op de tombe